# Ida B. Wells
Ida Bell Wells-Barnett, più comunemente nota come Ida B. Wells (Holly Springs, 16 luglio 1862 – Chicago, 25 marzo 1931), è stata un'attivista, giornalista e sociologa statunitense.
Afroamericana, fu attiva nel contrastare il linciaggio della popolazione nera negli Stati Uniti meridionali. Fu impegnata nei movimenti per il suffragio femminile, i diritti delle donne e la parità dei sessi istituendo diverse importanti organizzazioni femministe; per questo è ritenuta una pioniera del femminismo negli Stati Uniti d'America.
Esponente del Georgismo divenne presto una dei primi leader del movimento per i diritti civili degli afroamericani; fu una delle fondatrici della National Association for the Advancement of Colored People (NAACP) nel 1909.
Perse i genitori e un fratello nel corso di un'epidemia di febbre gialla nel 1878. Fu costretta ad andare a lavorare a salario ridotto per poter mantenere unito il resto del nucleo familiare, con l'aiuto della nonna. Si trasferì in seguito con alcuni dei suoi fratelli a Memphis dove trovò un impiego come insegnante.
A partire dagli anni 1890 cominciò a documentare il linciaggio, mostrando che veniva spesso utilizzato nel profondo Sud come metodo per controllare o punire i neri che cercavano di comportarsi alla stessa maniera dei bianchi americani, anziché essere l'effetto di reali crimini compiuti dagli afroamericani come invece solitamente veniva rivendicato.
Fu un'oratrice esperta e persuasiva, realizzando cicli di conferenze a livello internazionale.

## Prima giovinezza e istruzione
Ida Wells nacque a Holly Springs (Mississippi) il 16 luglio del 1862, qualche mese prima che il presidente degli Stati Uniti Abraham Lincoln emettesse il proclama di emancipazione per liberare gli schiavi negli Stati Confederati d'America. I suoi genitori, James Wells e Elizabeth "Lizzie" (Warrenton) Wells, erano entrambi schiavi di Spires Bolling, un architetto, ed ebbero in tutto otto figli. La famiglia risiedeva nella stessa abitazione di Bolling, ai giorni nostri ribattezzata "Bolling-Gatewood House", ove Lizzie faceva la cuoca.
James era un mastro carpentiere. Dopo la guerra di secessione americana e a seguito dell'emancipazione fu un attivista che si diede da fare per le cause dei diritti civili degli afroamericani. Egli fu anche molto interessato alla politica e divenne membro della "Union League" associata al Partito Repubblicano; ebbe modo di frequentare l'università locale (oggi "Rust College") ma dovette abbandonare per aiutare a sostenere la famiglia. Partecipò anche a dibattiti pubblici e fece una campagna a favore dei candidati neri locali, anche se lui stesso non si candidò mai ad alcuna carica pubblica.
La madre, una donna molto religiosa, diede ai figli una rigida educazione. Anche lei militò tra le file repubblicane durante l'era della Ricostruzione.
Come il padre, Ida frequentò il "Rust College", ma fu espulsa per il suo comportamento ribelle durante una discussione avuta con il preside. Mentre si trovava in visita dalla nonna nella valle del Mississippi ricevette la notizia che la città natale era stata colpita da un'epidemia di febbre gialla. Entrambi i genitori e il fratello minore Stanley morirono, lasciando lei e i suoi cinque fratelli orfani. Ida Wells avrebbe incontrato nel corso della vita un certo numero di uomini che gli servirono come figure paterne di riferimento, in particolare Alfred Froman, Theodore W. Lott e Josiah T. Settle (con i quali convisse tra il 1886 e il 1887).

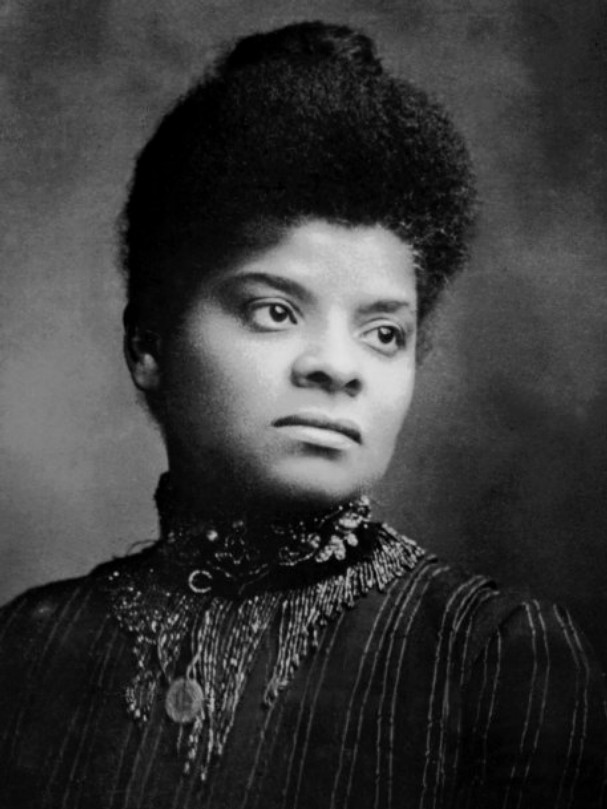
Ritratto di Ida B. Wells.

## Prime attività
Dopo i funerali dei genitori e del fratello, amici e parenti decisero che i cinque figli rimasti dovessero essere separati e destinati all'affido familiare. Wells però si oppose ad una tale soluzione; per mantenere i fratelli minori uniti lavorò per qualche tempo come istitutrice in una scuola elementare per afroamericani, pagata per di più meno delle colleghe. La nonna paterna Peggy Wells insieme ad altri si prese il compito di allevare e curare i piccoli durante la settimana, mentre Ida si trovava lontano; senza tale aiuto non sarebbe mai riuscita a conservare i fratelli.
Rimase profondamente sdegnata dal fatto che nel sistema scolastico segregato gli insegnanti bianchi fossero pagati 80 dollari al mese, mentre a lei gliene spettavano solamente 30. Questa palese discriminazione diede l'avvio al suo interesse nei confronti delle politiche razziali e al miglioramento dell'educazione dei neri.
Nel 1883 prese con sé tre dei suoi fratelli e andò a vivere a Memphis assieme a una zia e vicina ad altri membri della famiglia. Si rese presto conto che in Tennessee avrebbe potuto ottenere una busta paga migliore rispetto al Mississippi; poco dopo il trasferimento venne assunta dal consiglio scolastico della Contea di Shelby (Tennessee). Durante le vacanze estive partecipò a sessioni della "Fisk University", un istituto riservato agli afroamericani situato a Nashville, ma frequentò anche il "LeMoyne–Owen College". Espresse forti posizioni politiche e provocò molte persone per le sue opinioni a favore dei diritti delle donne.
Scrisse: "non comincerò tardivamente a fare oggi ciò che la mia anima aborre, incensando gli uomini, creature deboli e ingannevoli, con modi lusinghieri per conservarmeli come ammiratori o per compiacere un'idea di rivincita".
Il 4 maggio del 1884 un capotreno della "Memphis and Charleston Railroad" ordinò a Ida Wells di abbandonare il proprio posto nella vettura delle signore di prima classe e di trasferirsi al vagone per fumatori, già affollato di passeggeri. L'anno prima la Corte suprema degli Stati Uniti aveva emesso una sentenza contro la legge sui diritti civili del 1875 che vietava la discriminazione razziale nei luoghi pubblici. Questo verdetto fu favorevole alle compagnie ferroviarie che avevano scelto di separare razzialmente i propri passeggeri. Quando Wells rifiutò di rinunciare al proprio posto, il funzionario, aiutato da altri due uomini, la trascinò fuori dalla carrozza. Wells pubblicizzò l'avvenimento scrivendo un articolo che fu pubblicato nel The Living Way di Memphis, un periodico ecclesiastico nero; inoltre assunse un avvocato afroamericano per citare in giudizio la ferrovia. Quando il legale venne corrotto ne assunse un altro bianco. Vinse la causa il 24 dicembre 1884, quando il tribunale del distretto giudiziario locale le assegnò un risarcimento di 500 dollari. La società ferroviaria fece appello alla Corte suprema del Tennessee la quale ribaltò la sentenza nel 1887, concludendo: "riteniamo che sia evidente che lo scopo dell'imputata era quello di creare scompiglio in vista di questa causa e che la sua ostinazione non era in buona fede nel cercare di ottenere un sedile comodo per la breve corsa".
A Ida Wells venne anche ingiunto di pagare i costi processuali; la sua reazione alla decisione mostrò le sue convinzioni sui diritti civili e la sua fede religiosa: "mi sono sentita così delusa perché avevo sperato grandi cose da questa causa giudiziaria per il mio popolo... O Dio, non c'è... giustizia in questa terra per noi?".
Mentre ancora insegnava nella scuola elementare le venne offerta un lavoro come redattrice al The Washington Star di Washington. Scrisse anche articoli settimanali per The Living Way con la firma "Lola", finendo per acquisire una reputazione di scrittrice sui temi razziali. Nel 1889 divenne coproprietaria e redattrice di Free Speech and Headlight, un quotidiano anti-segregazionista fondato dal reverendo battista Taylor Nightingale. Pubblicò molti articoli relativi alle ingiustizie razziali.
Nel 1891 fu licenziata dalla scuola proprio a causa di alcuni dei suoi articoli, che criticavano le carenti condizioni delle scuole nere della regione. Ida, profondamente ferita, rimase però ferma nelle proprie posizioni e cominciò così a concentrare la sua energia sulla scrittura di articoli per The Living Way e Free Speech and Headlight.
Nel 1889 Thomas Moss, un amico di Ida, aprì la drogheria "Peoples Grocery" in un quartiere nero appena fuori dai limiti cittadini di Memphis denominato "Curve". Ebbe successo ed entrò in competizione con i negozi di alimentari di tutto il rione. Nel 1892, mentre Wells si trovava a Natchez (Mississippi), una folla di facinorosi bianchi invase il negozio di Thomas; nel corso della lite che ne seguì tre uomini bianchi vennero leggermente feriti da alcuni colpi di arma da fuoco. Moss e due altri uomini neri, McDowell e Stewart, vennero arrestati; ma una banda di criminali assaltò la prigione e assassinò i tre afroamericani.
Dopo il linciaggio degli amici Ida Wells scrisse in Free Speech and Headlight esortando i neri ad abbandonare completamente la città: "C'è quindi una sola cosa da fare; raccogliere i nostri soldi e lasciare una città che non proteggerà mai le nostre vite e i nostri beni, né ci darà mai un equo processo nelle aule giudiziarie, ma che ci rapisce e ci uccide a sangue freddo quando si viene accusati da persone bianche".
Wells enfatizzò lo spettacolo pubblico del linciaggio; più di 6.000 afroamericani scapparono, mentre altri organizzarono il boicottaggio delle attività di proprietà bianca. Dopo essere stata violentemente minacciata fu costretta a comprarsi una pistola. Scrisse più tardi: "avevano ottenuto la mia messa al bando e minacciato la mia vita per aver proclamato la verità".

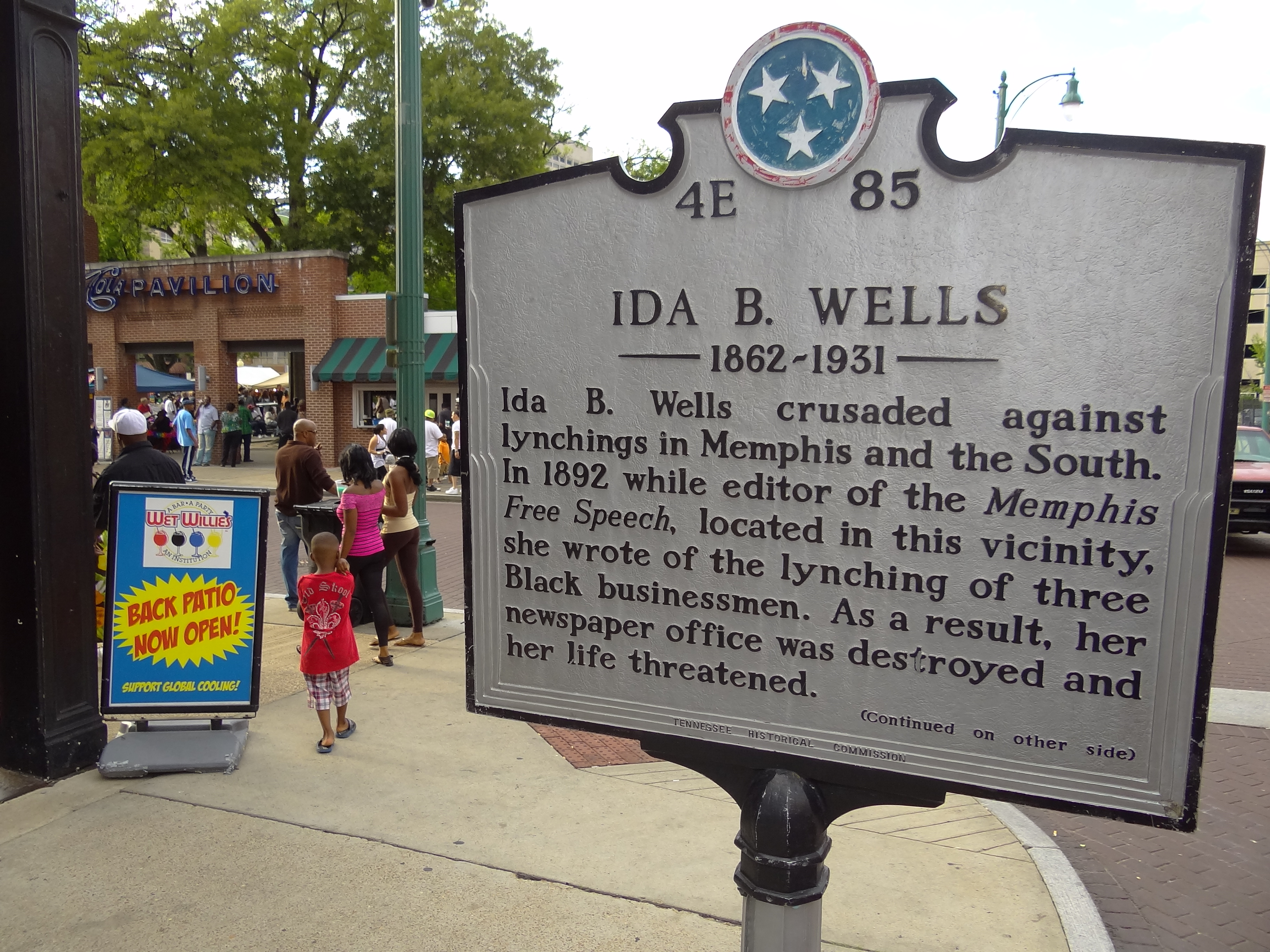
Segnale storico che commemora Ida B. Wells e la sua campagna anti-linciaggio a Memphis.

## Giornalista investigativa
L'omicidio dei suoi amici la spinse a ricercare e documentare i casi di linciaggio degli afroamericani e i loro effettivi moventi. Iniziò il proprio giornalismo investigativo esaminando le giustificazioni date per i linciaggi. Parlò della questione con varie associazioni di donne nere e riuscì a raccogliere più di 500 dollari per continuare ad indagare e pubblicare i risultati. Ida Wells comprese che i neri venivano linciati per motivi di controllo sociale, per non aver pagato debiti, per aver voluto essere uguali ai bianchi, per essere entrati in concorrenza economica con loro o infine per essersi presentati ubriachi in pubblico.
Trovò pochissime basi per la frequente teoria che i neri venissero linciati perché avevano abusato sessualmente o aggredito donne bianche. Questo alibi sembrava aver in parte condotto all'accettazione collettiva da parte dei bianchi americani o alla messa in silenzio degli atti criminali, nonché anche alla sua accettazione da parte di molti afroamericani istruiti. Prima del linciaggio dei suoi amici e dell'inizio della sua ricerca, perfino lei aveva concluso che "anche se il linciaggio era... contrario alla legge e all'ordine... era il terribile crimine di stupro [che] ha portato al linciaggio, e che forse... la folla era giustificata nel prendere la sua vita [del violentatore]".

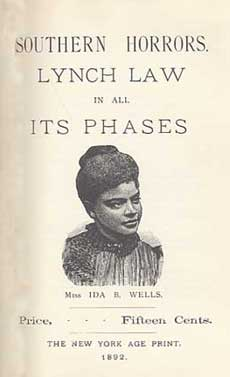
Copertina di Southern Horrors: Lynch Law in All Its Phases.

Pubblicò le proprie scoperte in un pamphlet intitolato Southern Horrors: Lynch Law in All Its Phases ("Orrori del Sud: la legge del linciaggio in tutte le sue fasi"). Lo fece seguire da un editoriale il quale suggeriva che, a differenza del mito che voleva le donne bianche essere costantemente a rischio di aggressioni sessuali da parte di uomini neri, le relazioni tra uomini neri e donne bianche fossero consensuali. Dopo questo editoriale fece un breve viaggio nella Nuova Inghilterra per documentare un'altra storia per il suo giornale.
L'articolo di fondo di Ida Wells fece infuriare gli uomini bianchi di Memphis; le loro risposte date a due giornali bianchi, The Daily Commercial e The Evening Scimitar risultarono piene d'un odio profondo: "il fatto che ad una canaglia negra sia permesso di vivere e pronunciare discorsi così scandalosi... le calunnie sono una massa di evidenze sulla meravigliosa pazienza dei bianchi meridionali, ma ora ne abbiamo davvero avuto abbastanza"".
Il 27 maggio del 1892, mentre Wells si trovava a Filadelfia, un branco di bianchi scatenati saccheggiò e distrusse gli uffici del Free Speech and Headlight.
Numerosi altri studi condotti successivamente hanno confermato i risultati di Ida Wells sul linciaggio come forma di controllo comunitario, analizzandone dettagliatamente le variabili che lo influenzavano. L'influente ricerca del 1990 di Beck e Tolnay ha mostrato che l'economia vi svolgeva un ruolo importante, con un tasso di linciaggi più elevato quando i bianchi si sentivano minacciati a causa di condizioni finanziarie incerte.
Essi hanno pertanto concluso che "... i tassi di crescita erano più frequenti negli anni in cui il prezzo del cotone era in declino e la pressione inflazionistica stava aumentando. La dimensione relativa della popolazione nera era anche positivamente correlata al linciaggio. Concludiamo che la violenza di massa contro i neri del sud ha risposto alle condizioni economiche che colpivano le fortune finanziarie dei bianchi meridionali, in particolare degli agricoltori isolati".
Secondo lo studioso Oliver C. Cox nel suo articolo del 1945 intitolato Lynching and the Status Quo la definizione del linciaggio è la seguente: "un atto di aggressione omicida commessa da un popolo contro un altro attraverso l'azione della mobilitazione di massa... al fine di sopprimerlo... [o] sottometterlo ulteriormente".
Nel suo tentativo di sensibilizzazione e di opposizione al linciaggio Ida Wells tenne conferenze a New York, dove il pubblico comprendeva molte donne afroamericane. Il 5 ottobre 1892 ad una "cena di testimonianza" tenutasi presso il "Bryant Hall Building", organizzata da attivisti politici e da associazioni femministe, Victoria Earle Matthews e Maritcha Remond Lyons riuscirono a raccogliere fondi significativi per la campagna anti-linciaggio di Ida. Venne costituita la "Women's Loyal Union" a Brooklyn per organizzare le donne nere in gruppo di pressione che avrebbe potuto agire anche politicamente.
A causa delle minacce di morte ricevute si trasferì a Chicago. Qui continuò ad occuparsi della campagna anti-linciaggio e a scrivere articoli che attaccavano le ingiustizie razziali nel profondo Sud; i suoi editoriali furono pubblicati dal New York Age. Continuò anche ad indagare sui linciaggi e sulle loro cause simulate.

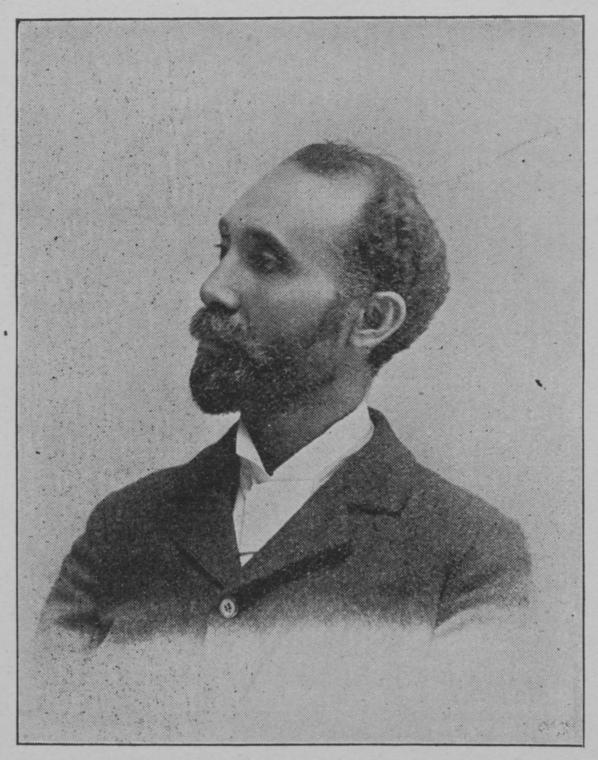
Foto di Ferdinand Lee Barnett, marito di Ida, nel 1900.

Insieme a Frederick Douglass e ad altri leader afroamericani organizzò un boicottaggio nero alla Fiera Colombiana di Chicago del 1893, a causa della mancata collaborazione con la comunità nera per l'allestimento di mostre sulla storia afroamericana. Douglass, Irvine Garland Penn, Ida Wells e il suo futuro marito Ferdinand Lee Barnett scrissero ciascuno una sezione di un opuscolo intitolato Reasons Why the Colored American Is Not in the World's Columbian Exposition il quale descrisse nei dettagli la storia afroamericana ed espose le basi dell'ideologia del linciaggio. In seguito Wells riferì al politico radicale Albion W. Tourgée che ne erano state consegnate più di 20 000 copie.
Al termine della fiera Ida Wells decise di rimanere in città invece di tornare a New York. Quello stesso anno iniziò la sua collaborazione con il Chicago Conservator, il più antico giornale afroamericano cittadino.
Sempre nel 1893 si occupò di un processo per diffamazione contro due avvocati neri a Memphis. Si rivolse a Tourgée, che aveva studiato e praticato giurisprudenza, per un possibile aiuto legale gratuito; gravemente indebitato questi non poté permetterselo, ma chiese al suo amico Barnett se potesse fare qualcosa. Nato in Alabama, Barnett aveva fondato il Chicago Conservator nel 1878; aveva lavorato come avvocato di Stato per 14 anni ed accettò l'incarico pro bono.

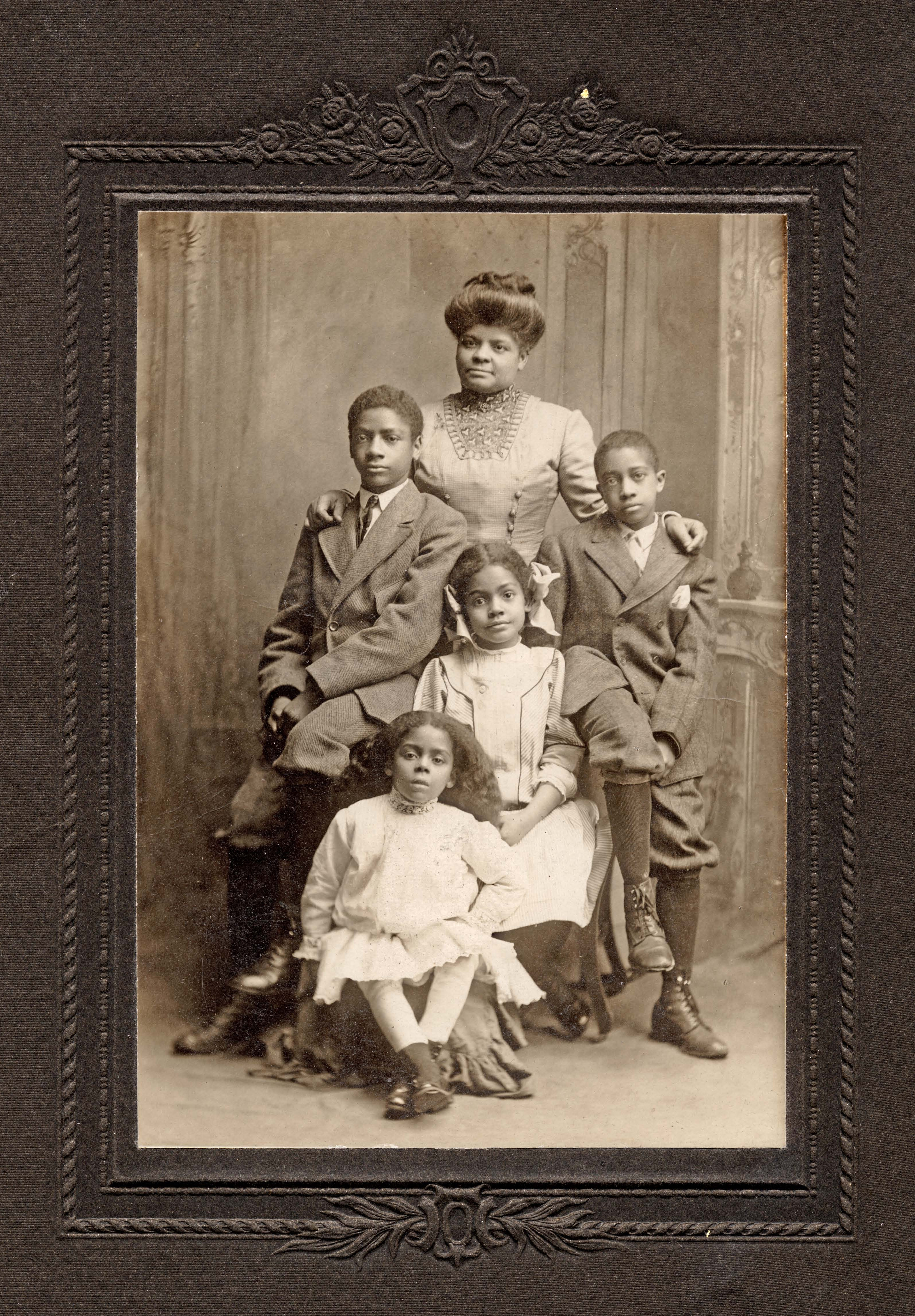
Ida Wells con i quattro figli nel 1909.

## Vita personale
Ida Wells lasciò una traccia della propria vita attraverso i suoi diari, seppur in essi descriva ben poche cose personali. Prima di sposarsi disse che si sarebbe data solo a quegli uomini per cui avesse provato "ben poco interesse romantico"; questo perché non desiderava che il romanticismo fosse il centro della relazione. Cercò molto di più una base comune sull'interazione mentale e personale piuttosto che sulla mera attrazione fisica. Riconobbe tali difetti assai rapidamente e usò a volte parole dure nei confronti del prossimo. Poiché registrò sempre tutti i suoi acquisti i diari hanno rivelato che comprava volentieri degli oggetti che non avrebbe mai potuto permettersi.
Nel 1895 si sposò con Ferdinand Lee Barnett, già vedovo con due figli; fu una delle prime donne statunitensi sposate a mantenere il proprio cognome oltre ad acquisire quello del marito. La coppia ebbe quattro figli: Charles, Herman, Ida e Alfreda. Nel capitolo della sua autobiografia Crusade For Justice intitolato A Divided Duty descrisse la difficoltà nel dividere il proprio tempo tra la famiglia e il lavoro. Continuò a viaggiare portando con sé il primogenito Charles ma, anche se cercò di mantenere in equilibrio la vita pubblica e quella privata, non riuscì più ad essere attiva come prima. Susan B. Anthony la definì "distratta" e un po' svanita. Dopo aver avuto il secondo figlio uscì per un certo periodo dai dibattiti sociali.

## Viaggi europei
Ida Wells compì i suoi primi due viaggi nel continente europeo durante la sua "Campagna per la Giustizia" nel 1893 e nel 1894. Nel corso del primo viaggio visitò la Gran Bretagna, invitata da Catherine Impey, un'esponente del Quaccherismo; avversaria dell'imperialismo e sostenitrice dell'uguaglianza sociale e razziale ella volle assicurarsi che il pubblico britannico apprendesse del problema del linciaggio. Wells raccolse attorno a sé gli inglesi in un'autentica "crociata morale".
Accompagnò i propri discorsi, sempre efficaci e coinvolgenti, con la fotografia di una folla sorridente di bianchi attorniata da bambini che si mettevano in mostra vicino a un afroamericano impiccato. Le sue relazioni crearono sensazione, ma alcuni rimasero dubbiosi sull'effettiva realtà dei fatti raccontati. Intendeva raccogliere denaro per continuare a poter esporre la violenza dei linciatori, ma ricevette così pochi fondi che ebbe difficoltà a coprire le spese di viaggio.
Nel 1894 conobbe William Penn Nixon, redattore del Daily Inter-Ocean, un giornale di Chicago vicino al Partito Repubblicano; si trattava dell'unico importante quotidiano bianco che persisteva nel denunciare i linciaggi. Dopo aver fatto sapere al giornalista del suo viaggio già programmato, questi le chiese di scrivere per il giornale reportage dall'Inghilterra; fu la prima donna afroamericana ad essere la corrispondente pagata di un importante quotidiano bianco. In quel momento Tourgée teneva una rubrica per lo stesso giornale.
Il suo articolo In Pembroke Chapel raccontò il "viaggio mentale" che un ministro dell'anglicanesimo aveva condiviso con lei. L'anno precedente il reverendo C. F. Aked aveva invitato Ida Wells a tenere un discorso di sensibilizzazione, anche se le confidò che trovava difficile accettare il livello di violenza presente nei suoi racconti; quando egli si trovò successivamente alla Fiera Colombiana di Chicago lesse i giornali locali che raccontavano del linciaggio di C. J. Miller avvenuto a Bardwell (Kentucky) il 7 luglio 1893 e si rese conto di quanto le descrizioni che lei aveva fatto fossero accurate.
Ida Wells fu sempre molto efficace come oratrice davanti al pubblico inglese il quale rimase sconvolto nell'apprendere del tasso di violenza contro i neri negli Stati Uniti. I suoi due viaggi aiutarono molto a procurarle sostegno per la sua causa; invitò la creazione di gruppi di protesta contro i linciaggi. Ciò contribuì a catalizzare il movimento anti-linciaggio europeo, che cercò di fare pressioni sul governo statunitense perché garantisse la sicurezza degli afroamericani del profondo Sud.

## Controversia con Willard
Alla fine del XIX secolo la "Woman's Christian Temperance Union", un'organizzazione femminista prevalentemente bianca, aveva filiali in quasi tutti gli ex Stati federati e più di 200.000 membri. Facente parte del movimento progressista moderato, attirava alcune donne attiviste ma che consideravano il movimento per il suffragio femminile troppo radicale. Alcune continuavano invece a rimanere attive in entrambe le organizzazioni. Frances Willard fu la presidentessa dell'Unione dal 1879 al 1898.
Willard stava percorrendo l'Inghilterra per conto dell'Unione proprio quando Ida Wells stava conducendo la propria campagna anti-linciaggio. Le sue descrizioni lasciarono i liberali increduli del fatto che i leader bianchi americani come Willard, che la stampa inglese aveva descritto come "la regina indomabile della democrazia americana", avessero potuto tacere davanti a tali atti di barbarie. Wells accusò Willard di rimanere in silenzio sulla questione del linciaggio e di fare commenti razziali che non facevano altro che aggravare le aggressioni di massa.
Wells riferì in un'intervista che Willard, durante il suo viaggio negli Stati Uniti meridionali, aveva accusato le abitudini sessuali dei neri di aver causato la sconfitta della "legge sulla temperanza": "La razza di colore si moltiplica come le locuste di Egitto", avrebbe detto e che "il negozio di alcolici è il suo centro di potere... La sicurezza delle donne, dell'infanzia, della casa è così minacciata in mille luoghi".
In risposta Willard e la sua alleata Lady Somerset tentarono di usare la loro influenza per impedire che i commenti espressi da Wells alle sue conferenze arrivassero ai giornali. Ma Wells rincarò affermando che, nonostante Willard avesse tra gli amici vecchi abolizionisti e anche afroamericani, nonostante ciò permetteva alle donne nere di aderire solo alle sezioni del Sud della sua associazione, in cui si praticava la segregazione.
La contesa tra Wells e Willard in Inghilterra intensificò la campagna di stampa americana contro di lei. Sebbene il New York Times avesse riportato la sua visita in Gran Bretagna senza molti commenti, il giornale pubblicò il parere di un lettore nel mese di agosto del 1894 il quale suggeriva quanto in realtà i neri fossero propensi allo stupro e descrisse Ida Wells come una "mulatta diffamatoria e incline all'oscenità" che stava cercando più "reddito" (income) che "esito" (outcome).
Tali attacchi nella stampa statunitense spinsero però molti britannici a sostenere la causa di Ida: "è inutile affermare che le condizioni che Miss Wells descrive non esistono", scrisse un redattore inglese, "i bianchi dell'America non possono pensare così, il cristianesimo britannico non si comporta così e tutta la scurrilità della stampa americana non riuscirà mai ad alterare i fatti".
Ida Wells dedicò in seguito anche un capitolo di The Red Record (intitolato Miss Willard’s Attitude) per contrapporre le diverse posizioni che lei e Willard ebbero a tenere; la condannò per l'uso spregiudicato di una retorica che, pensava, promuovesse solo la violenza e altri crimini perpetrati contro gli afroamericani.
Il secondo tour inglese portò infine alla formazione del "Comitato britannico anti-linciaggio", comprendente tra i suoi membri personalità di alto rilievo come George Douglas Campbell, VIII duca di Argyll e Edward White Benson, arcivescovo di Canterbury, vari parlamentari e gli editori di The Guardian.

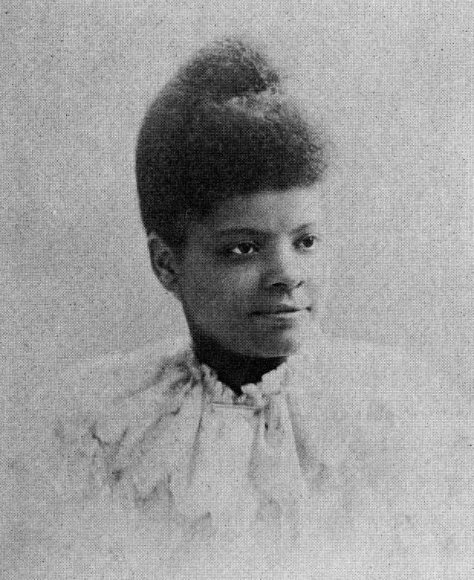
Ritratto di Ida Wells del 1897.

## Southern HorrorseThe Red Record
Nel 1892, come già detto, Ida Wells pubblicò il pamphlet Southern Horrors: Lynch Law in All Its Phases. Dopo aver esaminato molteplici testimonianze di linciaggio a causa della presunta "violenza commessa contro le donne bianche" concluse provando che i sudisti utilizzavano la scusa dello stupro per nascondere le loro reali ragioni; la paura nei confronti del progresso economico nero il quale minacciava i bianchi meridionali tramite la libera concorrenza e l'ideologia bianca che voleva far rimanere i neri nei gradini più bassi della scala sociale.
Il progresso economico nero fu visto come un problema all'epoca e in molti degli Stati Uniti meridionali i bianchi reagirono nel tentativo di fermarlo; il primo fu il Mississippi nel 1890. Furono approvate leggi e nuove Costituzioni statali che fecero perdere il diritto di voto alla maggior parte degli afroamericani e di molti poveri bianchi grazie all'introduzione di tasse sulla persona, di requisiti minimi di alfabetizzazione e altre ordinanze discriminatorie.
Ida Wells giunse a raccomandare agli afroamericani di dotarsi di armi per potersi difendersi dal linciaggio: "La lezione insegna che ogni afroamericano dovrebbe considerare bene l'idea che un fucile Winchester debba avere sempre un posto d'onore in ogni casa nera, ed essere utilizzato per quella protezione che la legge rifiuta di dare. Quando l'uomo bianco - che è sempre l'aggressore - sa che compie il grande rischio di mordere la polvere ogni volta che la sua vittima è afroamericana, allora comincerà ad avere un maggiore rispetto per la vita dei neri. Più gli afroamericani producono e più lo mettono in crisi, più agisce e realizza i propri obiettivi e più viene insultato, violato e linciato".
Nel 1895 fece pubblicare un libretto di 100 pagine dal titolo The Red Record, una descrizione del linciaggio a partire dal proclama di emancipazione del 1863; affrontò anche il tema della lotta dei popoli neri nel profondo Sud a seguito della guerra di secessione americana. Il testo esaminò i tassi di linciaggi notevolmente elevati presenti in territorio statunitense. Affermò che durante l'era della Ricostruzione la maggior parte dei nordisti non riuscì a comprendere il crescente tasso di violenza contro i neri.
Credette invece che al tempo della schiavitù i bianchi non avessero compiuto molte aggressioni, questo a causa del valore economico del lavoro degli schiavi. Osservò che dopo l'epoca della schiavitù "diecimila neri sono stati assassinati a sangue freddo, [attraverso il linciaggio] senza neppure la formalità di un processo giudiziario e di un'esecuzione legale".
Frederick Douglass scrisse un articolo in cui notava tre epoche di "barbarismo del Sud" con le relative giustificazioni che i bianchi avevano rivendicato in ogni periodo. Ida Wells esplorò in dettaglio questi fatti nel proprio libro:
- durante il periodo della schiavitù osservò che i bianchi lavorarono per "reprimere e impedire le presunte" rivolte di razza, anche solo sospettate, solitamente uccidendo persone nere in proporzioni molto più alte di qualunque vittima bianca. Una volta conclusa la guerra civile i bianchi cominciarono a temere la gente nera, che era la maggioranza in molte aree. Le persone bianche agirono quindi per controllarle e sopprimerle con la violenza;
- durante l'era della Ricostruzione i bianchi linciarono i neri come parte del piano volto ad impedire l'attività politica nera e ristabilire la supremazia del potere bianco dopo la guerra. Temettero la "dominazione nera" attraverso le elezioni e l'assunzione di incarichi pubblici. Ida Wells poi invitò le persone nere residenti in zone ad alto rischio ad allontanarsi per salvare le proprie famiglie;
- osservò che i bianchi avevano spesso sostenuto che gli uomini neri "avrebbero dovuto essere uccisi per vendicare le loro aggressioni sulle donne". Notò come i bianchi dessero per scontato l'assunto che qualsiasi rapporto tra una donna bianca e un uomo nero fosse il risultato di uno stupro. Concluse dichiarando che, dati i rapporti di potere, fosse invece molto più comune e probabile che fossero gli uomini bianchi a prendersi un vantaggio sessuale sulle povere donne nere: "nessuno al Nord crede nella vecchia banalità che vuole che siano gli uomini neri a violare le donne bianche". Collegò il linciaggio alla violenza sessuale dimostrando come il mito della lussuria dell'uomo nero nei confronti delle donne bianche avesse portato all'omicidio degli afroamericani.

Compilò 14 pagine di statistiche relative a casi di linciaggio commessi tra il 1892 e il 1895; incluse anche pagine di grafici che descrivevano determinati linciaggi. Osservò che i suoi dati vennero tratti da articoli di corrispondenti bianchi, uffici di stampa bianca e giornali bianchi. The Red Record ebbe una grande influenza nel dibattito sul linciaggio. Southern Horrors: Lynch Law in All Its Phases e il resoconto del Red Record di questi linciaggi attirarono l'attenzione dei nordisti che non sapevano molto di linciaggio o lo accettavano secondo la spiegazione comune che voleva gli uomini neri meritevoli di questo destino. Generalmente gli Stati Uniti meridionali e le giurie bianche rifiutarono di giudicare colpevoli qualsiasi bianco colpevole di linciaggio, anche se spesso erano conosciuti e talvolta mostrati nelle stesse fotografie che venivano frequentemente fatte per commemorare tali eventi.
Nonostante il tentativo compiuto da Ida Wells di ottenere sostegno tra i bianchi, credette che la sua campagna non potesse rovesciare gli interessi economici dei bianchi, che usavano il linciaggio come strumento per mantenere l'ordine del Sud e scoraggiare le iniziative economiche nere. In definitiva concluse che l'appello alla ragione e alla compassione non sarebbe riuscito a ottenere la criminalizzazione del linciaggio da parte dei bianchi meridionali. Si convinse che forse solo la resistenza armata avrebbe potuto essere la difesa più adeguata. Nel frattempo aumentò i suoi sforzi per avere l'appoggio di potenti nazioni bianche come il Regno Unito.

## Rapporti con W. E. B. Du Bois
Ida Wells s'incontrò spesso e talvolta collaborò con lo studioso e attivista William Edward Burghardt Du Bois. Entrambi condannarono fermamente il linciaggio. Si trovarono però anche in competizione per ottenere l'attenzione pubblica. Essi differirono ad esempio nello spiegare il motivo per cui il nome di Wells fu escluso dall'elenco originale dei fondatori della National Association for the Advancement of Colored People. Nella sua autobiografia Du Bois sottintese che lei scelse spontaneamente di non venire inclusa. Ma nell'autobiografia di Ida Wells invece ella affermò che Du Bois l'avesse deliberatamente esclusa dall'elenco.

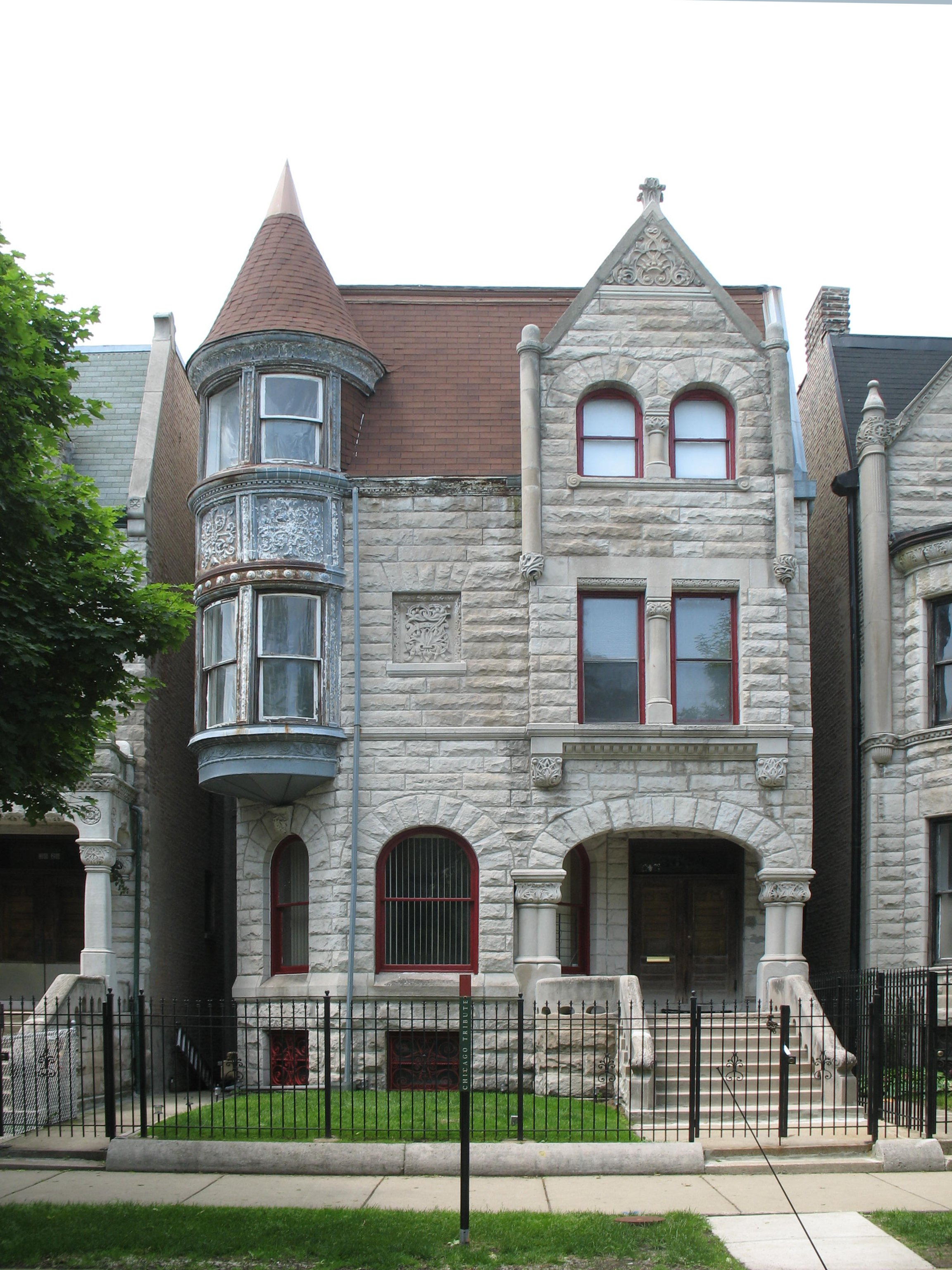
L'"Ida B. Wells-Barnett House" è uno dei "Chicago Landmarks" e un National Historic Landmark.

## Carriera pubblica successiva
Nel 1894 Ida Wells contribuì a formare un "Club Repubblicano femminista" in Illinois, in appoggio alle donne che avevano ottenuto da poco il diritto di voto sia attivo sia passivo, tra cui la possibilità di candidarsi a incarichi nelle università. Il Club venne organizzato per sostenere la nomina da parte del partito Repubblicano di Lucy Louisa Coues Flower a quella posizione; ella venne alla fine eletta.
Ida Wells ricevette un grande sostegno da parte di altri attivisti sociali e dalle associazioni femministe. Frederick Douglass ebbe modo di elogiare il suo lavoro: "hai servito il tuo popolo e aiutato la mia opera... Quale rivelazione sulle condizioni esistenti è stata per me la tua scrittura". Ida intraprese la sua campagna anti-linciaggio europea con l'aiuto di molti sostenitori. Cercando di organizzare gruppi afroamericani in tutti gli ex Stati federati, nel 1896 fu tra i membri fondatori della "National Association of Colored Women's Clubs" e del "National Afro-American Council".
Nel 1898 Ida Wells aveva difficoltà a conciliare la vita familiare e la carriera. Quell'anno la "National Association of Colored Women's Clubs" si riunì a Chicago, ma non l'invitò a partecipare. Quando chiese spiegazioni a Mary Church Terrell, presidentessa del Club, le venne risposto che le donne di Chicago avevano detto che, se lei avesse partecipato, non avrebbero più aiutato l'associazione. Apprese in seguito che la competizione con la stessa Terrell aveva avuto un ruolo nell'esclusione.
Dopo essersi stabilita definitivamente a Chicago lavorò per migliorare le condizioni di vita e la rapida crescita economica della popolazione afroamericana. Molti partivano dal Sud rurale in quella che è stata definita la grande migrazione afroamericana verso le città industriali settentrionali. La concorrenza per i posti di lavoro e la carenza di abitazioni causò un aumento delle tensioni sociali; al tempo stesso si stava verificando una maggiore immigrazione dall'Europa e gli altri gruppi etnici bianchi, come gli irlandesi americani, lottavano per difendere il proprio potere e territorio nella città. I migranti neri dovettero competere per l'occupazione e l'alloggio con milioni di immigrati provenienti dall'Europa orientale e dall'Europa meridionale.
Ida Wells lavorò alla riforma urbana di Chicago negli ultimi trent'anni della sua vita e si dedicò alla sua famiglia. Dopo la pensione iniziò a scrivere la propria autobiografia, Crusade for Justice (1928); fu pubblicata postuma non finita. Morì di uremia il 25 marzo 1931, all'età di 68 anni. È sepolta nel cimitero di Oak Woods.

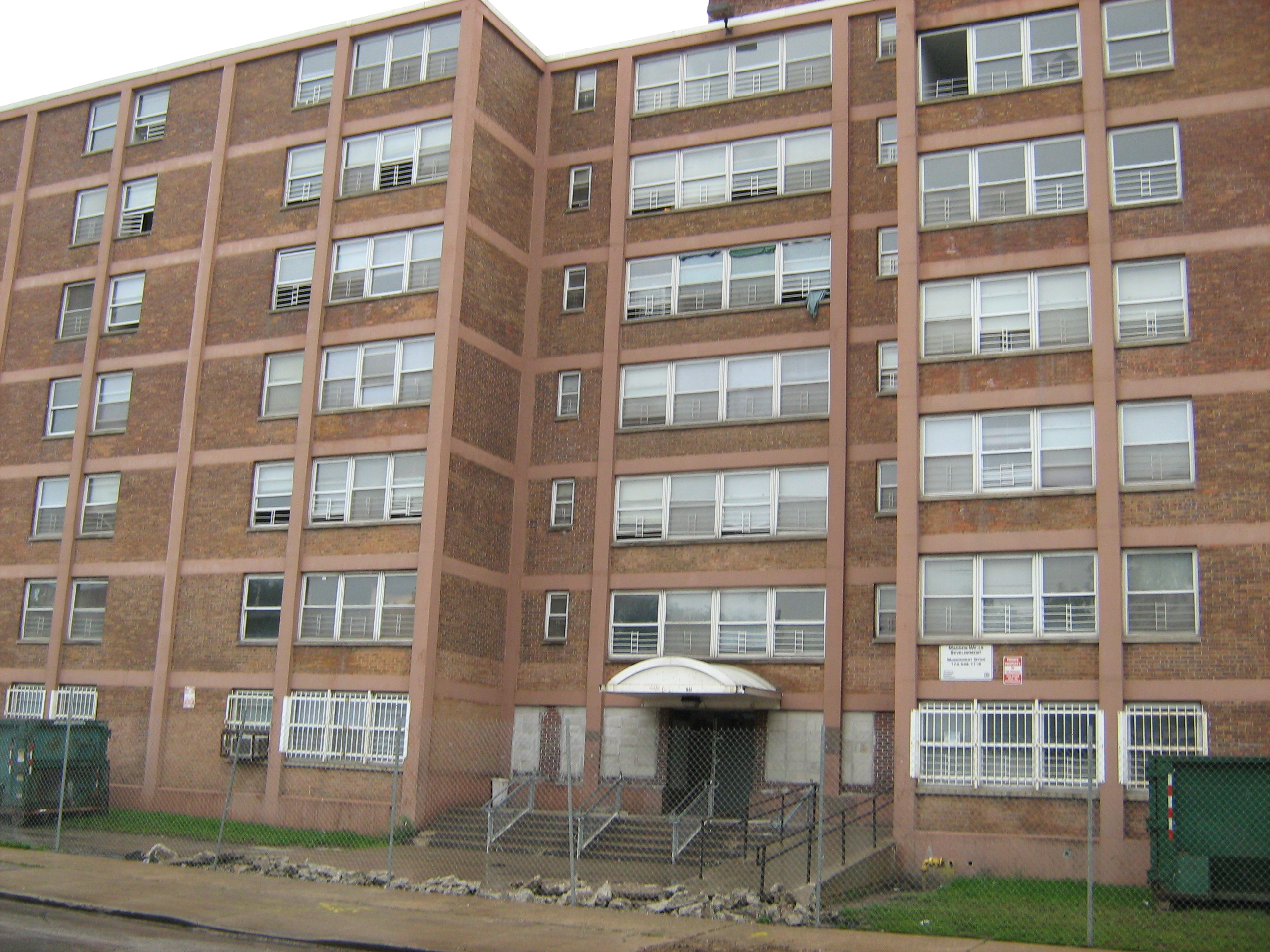
Il complesso "Ida B. Wells Homes" a Chicago.

## Eredità spirituale e memoria
A partire dalla sua morte, ma ancor più con l'aumento dell'attivismo del movimento per i diritti civili degli afroamericani della metà del XX secolo, crebbe l'interesse per la vita e l'eredità spirituale che Ida Wells aveva lasciato. Furono istituiti premi in suo nome dall'"Associazione Nazionale dei Giornalisti Neri", dalla "Medill School of Journalism" presso la Northwestern University, dal "Coordinating Council for Women in History", dall'"Investigative Fund", dall'Università di Louisville e dall'"Associazione degli avvocati della contea di New York", tra molti altri.
Nel 2006 la "Harvard Kennedy School" presso l'Università di Harvard ha commissionato un ritratto di Ida Wells. L'"Ida B. Wells Memorial Foundation" e l'"Ida B. Wells Museum" sono stati istituiti per proteggere, preservare e promuovere la sua eredità. Nella città natale di Holly Springs (Mississippi) esiste un museo in onore di Ida B. Wells-Barnett il quale opera come centro culturale della storia afroamericana.
Già nel 1941 la "Public Works Administration" realizzò un progetto di edilizia residenziale pubblica della "Chicago Housing Authority" nel "Black Metropolis-Bronzeville District"; venne battezzato "Ida B. Wells Homes" in suo onore. Gli edifici sono stati demoliti nell'agosto del 2011 a causa della mutata demografia e delle idee integrative in materia di alloggi. Il 1º febbraio del 1990 lo United States Postal Service ha emesso un francobollo di 25 cent per commemorarla.
Nel 2002 Molefi Kete Asante ha citato Ida B. Wells nella sua lista dei 100 più grandi afroamericani della storia. Wells è stata presentata durante il video "HerStory", un tributo alle donne più notevoli, nel corso del tour degli U2 nel 2017 per il 30º anniversario di The Joshua Tree durante una performance di "Ultraviolet" (Light My Way) tratto dall'album Achtung Baby del 1991.

## Opere scelte

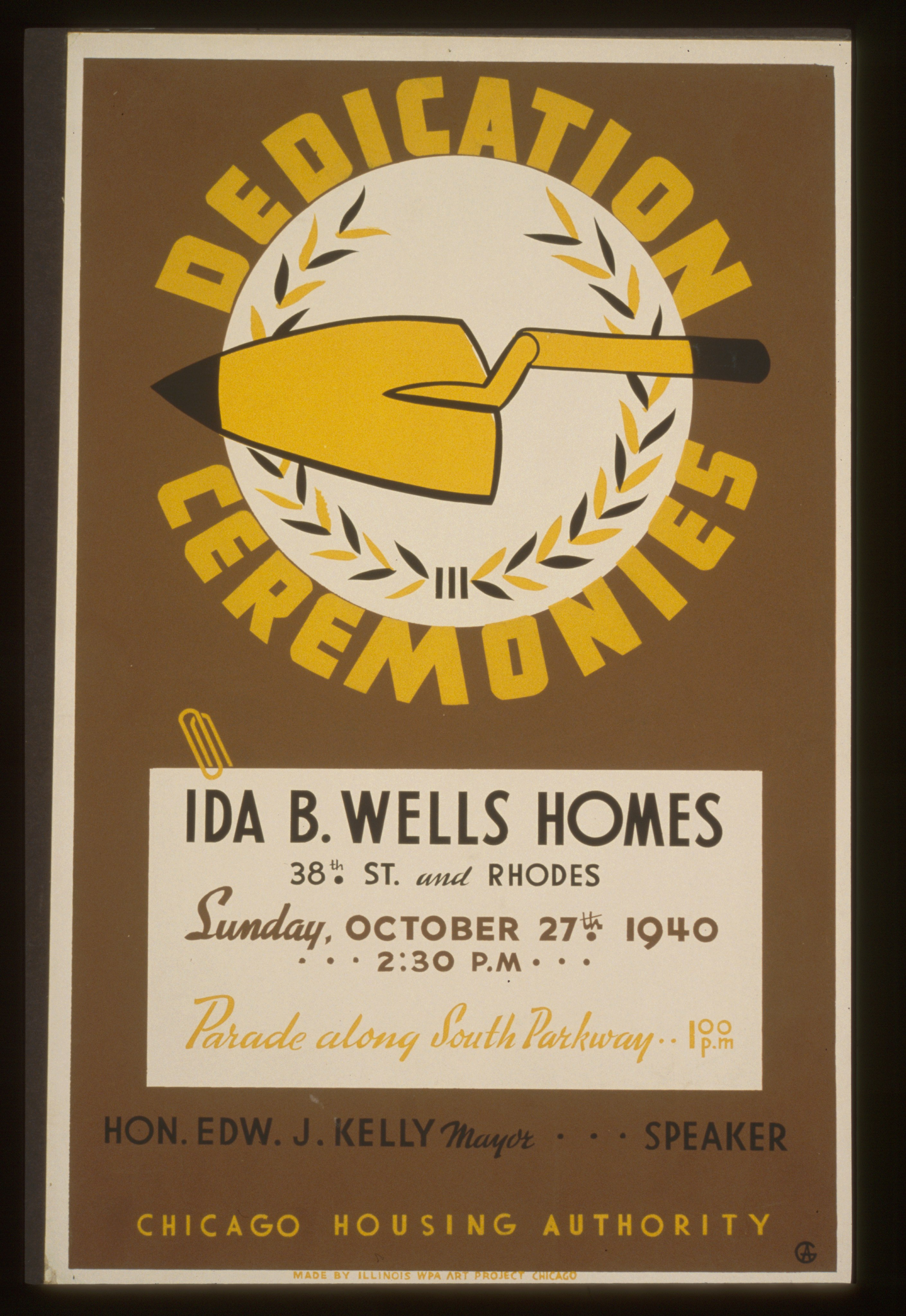
Manifesto dedicatorio per l'inaugurazione del complesso residenziale "Ida B. Wells Homes".

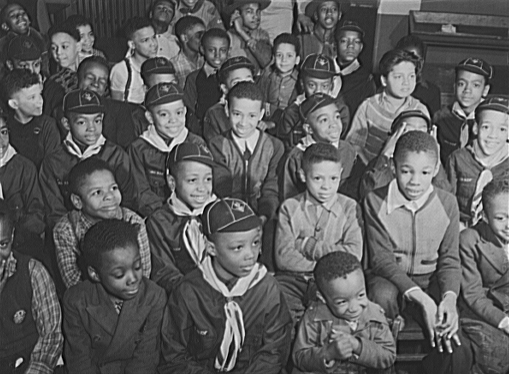
"Ida B. Wells Housing Project". Una riunione di giovani afroamericani affiliati ai Boy Scouts of America nel centro della comunità a Chicago (1942).

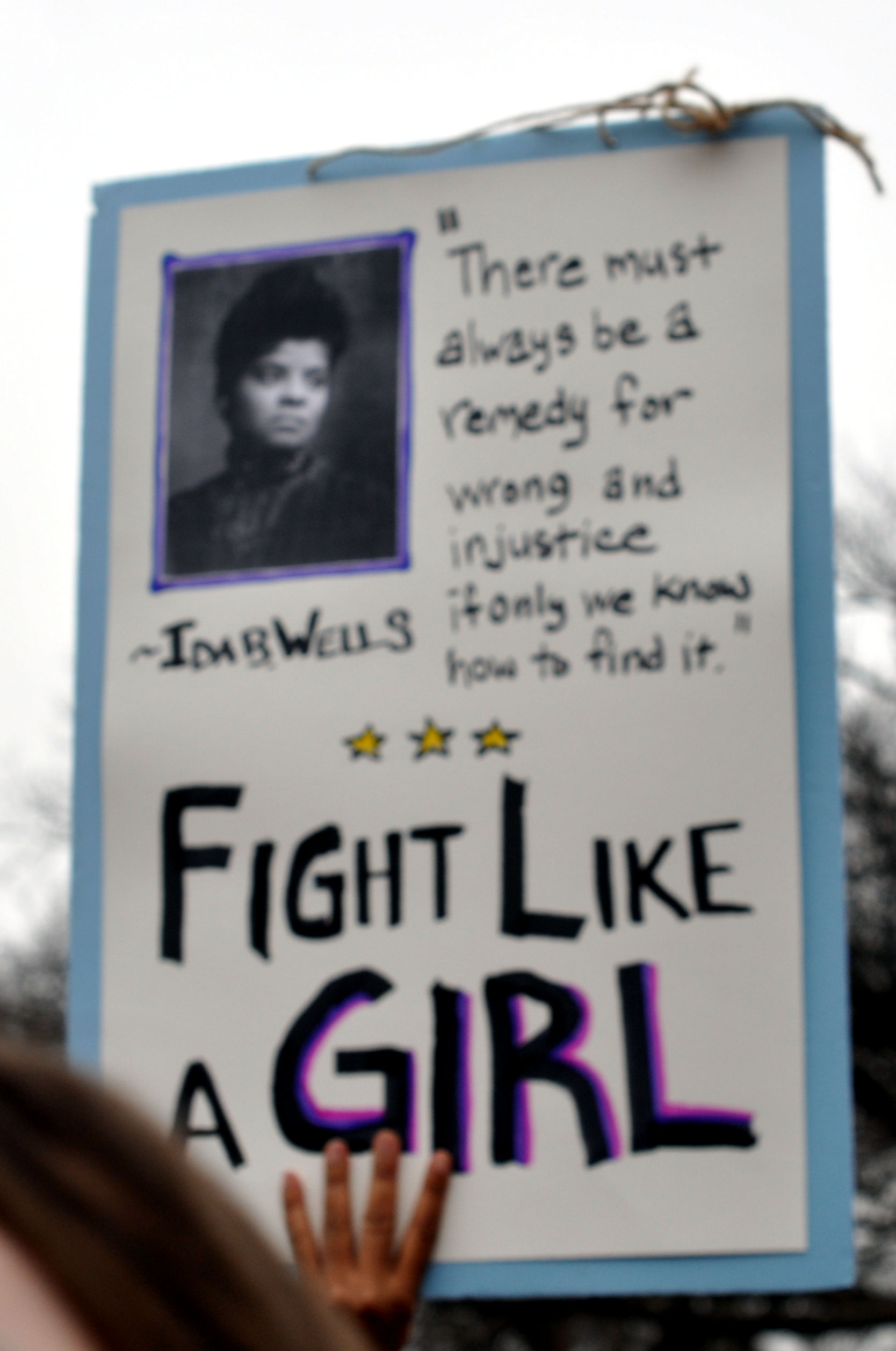
"Marcia delle donne" a Takoma Park nel 2017. Il cartello, con una foto di Ida B. Wells e una sua citazione, dice: "ci deve sempre essere un rimedio per il male e l'ingiustizia se solo sappiamo come trovarlo. Lotta come una ragazza".

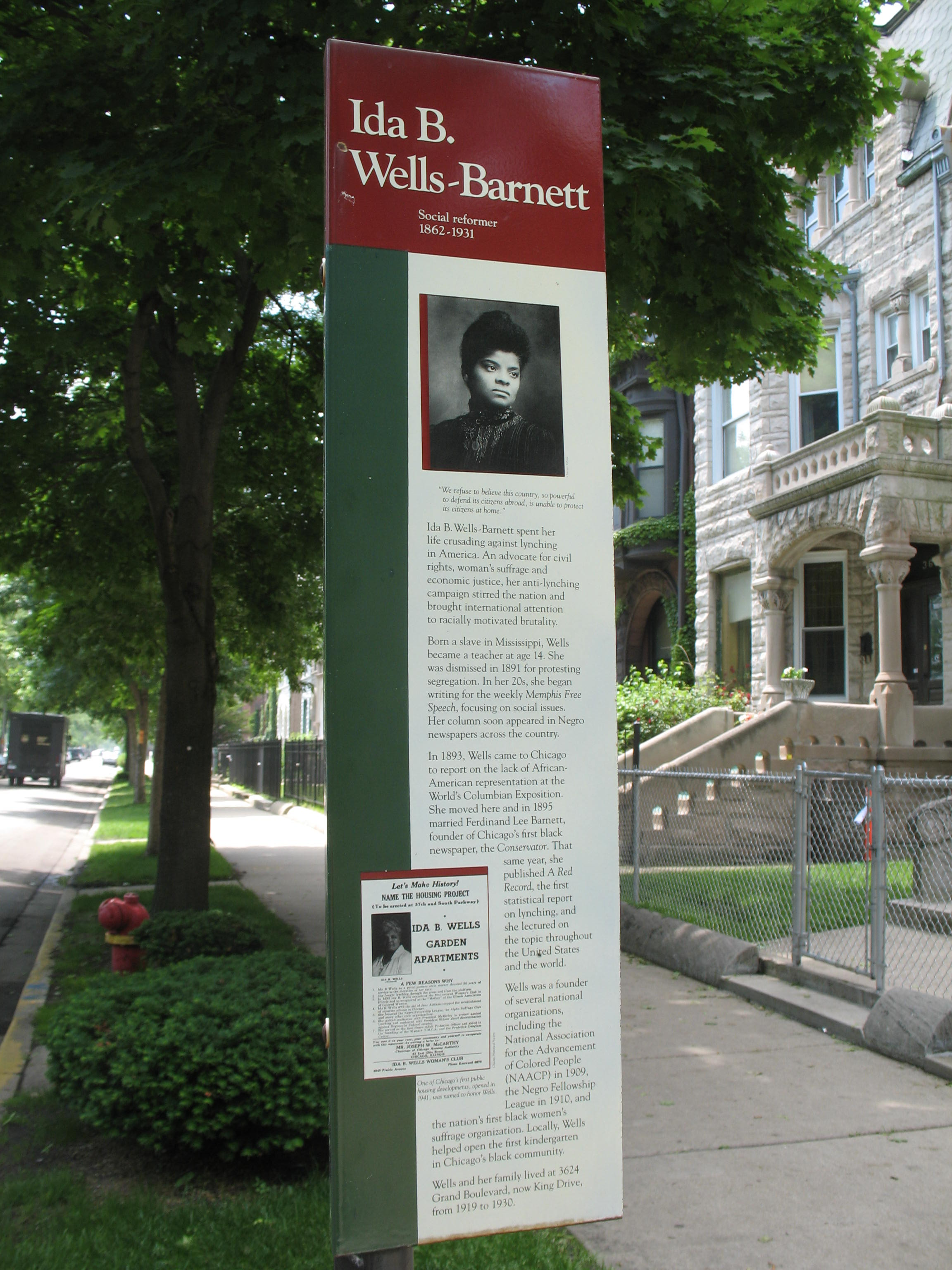
Insegna storica davanti alla "Ida B. Wells-Barnett House".

- Ida B. Wells, The Red Record: Tabulated Statistics and Alleged Causes of Lynching in the United States, 1895.
- Ida B. Wells, Southern Horrors: Lynch Law in All Its Phases, 1892.

### Altre letture
- The Memphis Diary of Ida B. Wells, memoirs, travel notes and selected articles (Beacon Press, 1995)
- Ida B. Wells, "Lynch Law" (1893), History Is a Weapon Website
- Ida B. Wells – Illinois During the Gilded Age, 1866–1896, su dig.lib.niu.edu, Northern Illinois University, Illinois Historical Digitization Projects at Northern Illinois University Libraries. URL consultato il 28 marzo 2008 (archiviato dall'url originale il 19 luglio 2008).
- Lee D. Baker, Ida B. Wells-Barnett (1862–1931) and Her Passion for Justice, Black Women, African American Women, Sufferage, [sic] Women's Movement, Civil Rights Leaders, su duke.edu, Duke University. URL consultato il 9 dicembre 2007.
- Alison Shay, Remembering Ida B. Wells-Barnett, su lcrm.lib.unc.edu, University of North Carolina at Chapel Hill. URL consultato il 29 settembre 2012 (archiviato dall'url originale il 1º agosto 2013).
- Davidson, James West. 'They say': Ida B. Wells and the Reconstruction of Race. Oxford University Press, 2009.
- Lutes, Jean Marie, Front Page Girls: Women Journalists in American Culture and Fiction, 1880–1930, su books.google.com, Cornell University Press, 2007. URL consultato il 16 luglio 2015.
- Royster, Jacqueline Jones, ed., Southern horrors and other writings: The anti-lynching campaign of Ida B. Wells, 1892–1900 (1997).
- Schechter, Patricia A. Ida B. Wells-Barnett and American Reform, 1880–1930. Chapel Hill, NC: University of North Carolina Press.
- Silkey, Sarah L. Black Woman Reformer: Ida B. Wells, Lynching, and Transatlantic Activism. Athens, GA: University of Georgia Press, 2015.